# سالم الحجرف
سالم فلاح مبارك الحجرف، (1969-)، مهندس وسياسي كويتي، يشغل منصب وزير الكهرباء و المياه و الطاقة المتجددة ووزير الدولة لشؤون الأسكان في مجلس الوزراء الكويتي منذ 17 يناير 2024 الى 7 ابريل 2024.

## النشأة والتعليم
ولد في عام 1969 بمدينة الجهراء في دولة الكويت في عائلة من السياسيين ابتداءً من والده فلاح مبارك الحجرف النائب الأسبق في مجلس الأمة الكويتي لعدة دورات، كما انه شقيق الدكتور نايف فلاح الحجرف الأمين العام السابق لمجلس التعاون الخليجي ،و ابن عم النائب في مجلس الأمة الكويتي مبارك الحجرف، كما درس في كلية الهندسة في جامعة الكويت وحصل على بكالوريوس في الهندسة الميكانيكية. وحصل على العديد من الشهادات العليا ومنها الدكتوراه في الهندسة الميكانيكية، وكذلك ماجستير في ديناميكيات الرياح من جامعة كرانفيلد في إنجلترا، وماجستير إدارة الأعمال من جامعة الكويت.

## حياته العلمية وخبراته
هو خبير وباحث في العلوم والتكنولوجيا والتطوير في مجال الطاقة المتجددة، لديه دكتوراه في الهندسة الميكانيكية وماجستير في ديناميكيات الرياح، وماجستير إدارة الأعمال. شغل منصب نائب المدير التنفيذي لمؤسسة الكويت للتقدم العلمي سابقا و نائب المدير التنفيذي السابق لمعهد الكويت للأبحاث العلمية، كذلك المدير التنفيذي لشركة إدامة للاستشارات الهندسية. وقد شغل قبل ذلك مدير برنامج الطاقة المتجددة في معهد الكويت للأبحاث العلمية و نائب المدير العام للبرامج الاستراتيجية بمؤسسة الكويت للتقدم العلمي وقد أجرى العديد من الدراسات الاستشارية والمشاريع التطبيقية في مجالات الطاقة الشمسية وطاقة الرياح ومشاريع البنية التحتية ودراسات الجدوى. وله تجربة ناجحة في مجالات الطاقة والبيئة. له العديد من المشاريع المحلية للطاقة المتجددة منها : مجمع الشقايا للطاقات المتجددة و محمية اللياح.

## مناصبه
- - مدير برنامج الطاقة المتجددة والمبتكرة في معهد الكويت للأبحاث العلمية.[4]
- - المدير التنفيذي لشركة إدامة للاستشارات الهندسية في دولة الكويت.
- - نائب المدير العام للبرامج الاستراتيجية بمؤسسة الكويت للتقدم العلمي.
- - المدير التنفيذي لمركز أبحاث الطاقة والبناء.
- - عضو اللجنة العليا لهيئة مشاريع الشراكة بين القطاعين العام والخاص.
- - عضو مجلس أمناء معهد الكويت للأبحاث العلمية.
- - عضو اللجنة العليا للطاقة.
- - عضو مركز صباح الأحمد للموهبة والإبداع.